# الطريق الوطنية رقم 29 (المغرب)
الطريق الوطنية رقم 29 هي طريق وطنية تربط بين كاسيطا والزحيليكة، ويبلغ طولها الإجمالي 552 كلم.